# Batalla del Vesubio (73 a. C.)
La batalla del Vesubio (73 a. C.) fue un enfrentamiento entre las tropas del gladiador tracio Espartaco y las del pretor romano Cayo Claudio Glabro en el marco de la tercera guerra servil, en los últimos años de la República Romana.

## Antecedentes
Espartaco y sus seguidores habían derrotado a la desganada milicia de Capua gracias a su pericia en el combate y a su mejor arma: la moral. Tras hacer acopio de armas y pertrechos, acamparon en el cráter del monte Vesubio.
El embudo del volcán y sus abruptas laderas llenas de viñedos ofrecían una buena protección a Espartaco y a sus tropas en el caso de tener que defenderse de una fuerza persecutoria. Una posición elevada -en este caso una plaza fuerte natural- es siempre la mejor opción defensiva.
El Senado de Roma, cada vez más inquieto, envió primero al pretor Claudio Glabro, al mando de cinco cohortes, es decir, unos 3.000 hombres. No eran tropas de primera clase, sino auxiliares, con la misión, aparentemente policial, de limpiar la región de ese puñado de bandidos.

## Prolegómenos
Cuando Glabro se percata de lo peligroso que resultaría un ataque frontal escalando las laderas del volcán, se decanta por sitiar al enemigo, para provocar su rendición por hambre y, sobre todo, por sed. A tal efecto, guarnece las vertientes de la montaña y dispone el grueso de sus fuerzas en el único camino practicable, muy estrecho y difícil.
Era la mejor opción estratégica, pero no hizo vigilar una muralla inaccesible, que caía a pico sobre los bosques, de cara al mar. Pese a contar con una superioridad numérica de cuarenta a uno, iba a ser su perdición.
Las opciones para los esclavos eran tan claras como ineludibles: o morían por escasez de alimentos y agua o huían por la única vía disponible. Con tales proporciones de desigualdad numérica, un enfrentamiento en campo abierto hubiera sido una locura y, aunque esta superioridad quedaba anulada en el estrecho camino de acceso a la cumbre, suponía enfrentarse en combate con tropas entrenadas en el arte castrense y que igualmente disponían de refuerzos inagotables, cuando los esclavos, aun siendo gladiadores algunos de ellos, desconocían la táctica y el despliegue de tropas regulares.
Espartaco no tenía la intención ni de morir lentamente en la cumbre ni de enfrentarse a una proporción de fuerzas como aquella. Sólo vio una solución: por impracticable que pareciese, debía descender por el precipicio que los romanos no se habían dignado a custodiar.

## La batalla
La utilización de los recursos disponibles fue brillante. Usando los sarmientos de las viñas, que tanto abundaban, los esclavos construyeron largas y sólidas escalas, por las que debían descender hasta el valle. Amparados por la oscuridad de la noche, con el máximo silencio, descendieron uno tras otro, bajaron hasta el pie de la montaña. El último de ellos arrojó las armas y después descendió uniéndose a sus compañeros.
Pero el exgladiador no se resignó a terminar su aventura con una simple fuga como aquella, que consideraba deshonrosa, y quería hacer pagar al pretor los sufrimientos que él y los suyos habían experimentado. Por lo tanto, su pequeño ejército rodeó el monte por la vertiente sur en un rápido avance, guiado por pastores de la Campania, expertos conocedores de todos los senderos de la región, y sin salir de los límites del bosque. Realizar este movimiento le llevó más de una hora.
La pequeña fuerza dirigida por Espartaco se aproximó con sigilo y cayó sobre el campamento de los romanos, pillándolos desprevenidos y desde la dirección que menos se esperaban. Se produjo una matanza terrible, el campamento fue saqueado y los supervivientes se dieron a la fuga. Espartaco mató con su propia mano el caballo de Glabro, y éste, protegido por sus centuriones, a duras penas logró escapar.

## Comentarios
Éste es un caso claro en que se menosprecia al enemigo y no se valora el terreno en función de la distancia, la facilidad o la dificultad de desplazamiento, sus dimensiones y su seguridad.
Glabro ni tan sólo había tomado la precaución de proteger el campamento con suficientes guardias nocturnas, cuando las normativas indican que ante la proximidad del enemigo, un campamento debe estar rodeado, al menos, por un vallum elevado sobre el terreno y circundado por un foso.